# Jan van Noordt

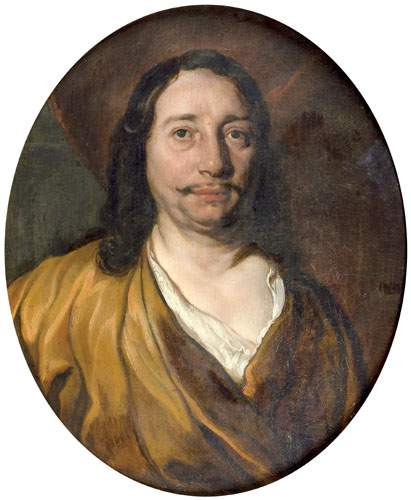
Jan van Noordt, Autorretrato, c. 1670. Óleo sobre lienzo, 61,2 × 51,7 cm. Amsterdam, colección particular.

Jan van Noordt (Schagen, 1623/24-¿Ámsterdam?, después de 1676) fue un pintor holandés de la Edad de Oro.

## Trayectoria
Jan (Joan, Johannes) van Noordt fue uno de los cuatro hijos del maestro de escuela y carrillonero Sibrand van Noordt. La familia era oriunda de la ciudad de Schagen, en el norte de Holanda, donde Jan nació en 1623 o 1624, se mudó a Ámsterdam a finales de la década de 1630. Los hermanos de Jan, Jacobus y Anthonie, se convirtieron en los organistas más destacados de la ciudad y obtuvieron puestos en varias iglesias, incluidas la Oude Kerk y la Nieuwezijds Kapel. Jan parece haber comenzado a aprender pintura en Ámsterdam mucho antes de 1640, con Jacob Adriaensz. Backer, ya que contribuyó a pinturas de ese año como Jesús y la mujer samaritana que está en Middelburg, y David y Betsabé, en una colección privada en Tokio. Después Jan estudió junto a Abraham van den Tempel y después seguiría siendo amigo de él y de su hermano Jacob, un comerciante textil.

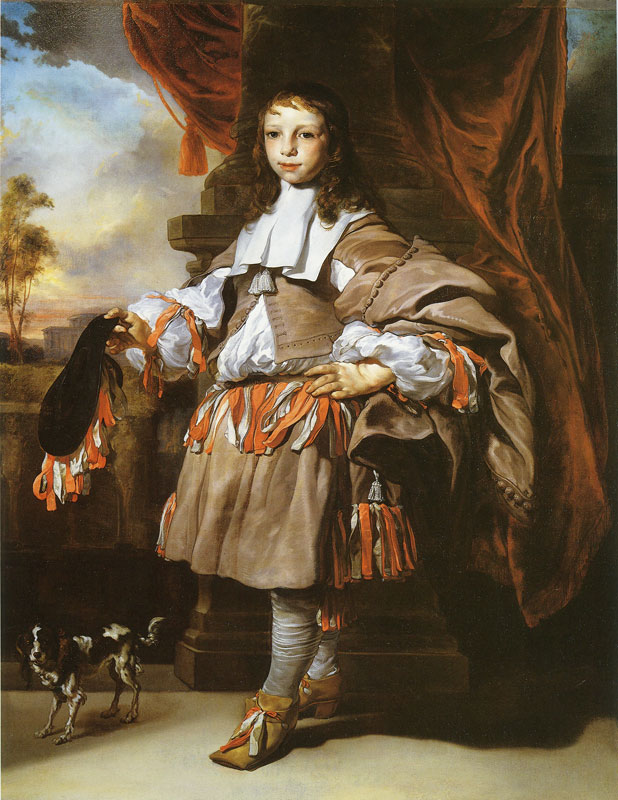
Jan van Noordt, Retrato de un joven con su perro, 1665. Óleo sobre lienzo, 154 × 121 cm, Lyon, Musée des beaux-arts de Lyon (núm. Inv. B577).

Como artista independiente, Van Noordt centró su atención en los temas de género, especialmente en las escenas pastorales que se habían puesto de moda en el arte holandés. A finales de la década de 1650 comenzó a dibujar y pintar retratos, y esto evidentemente le permitió volver a la pintura de historia. En el transcurso de la década de 1660, su estilo pasó de la elegancia dinámica estudiada con Backer a un estilo maduro y robusto, basándose principalmente en el pintor flamenco Jacob Jordaens, que recientemente había realizado importantes encargos en Ámsterdam. Pintó un encargo de retratos de Jan Jacobsz. Hinlopen y Leonora Huydecoper. Durante estos años enseñó a Johannes Voorhout, entre otros artistas. Su producción declinó después de 1672, debido a la recesión económica general a raíz de la Triple Invasión de 1672. Permaneció soltero y compartía alojamiento con su hermano Anthonie en 1670. En 1674 dio su dirección como Bloemgracht en el distrito Jordaan de Ámsterdam en 1674, y abandonó un pequeño estudio cercano en Egelantiersgracht en 1675. Un Descanso en la Huida a Egipto de 1676 firmado y fechado es el último rastro registrado de él.

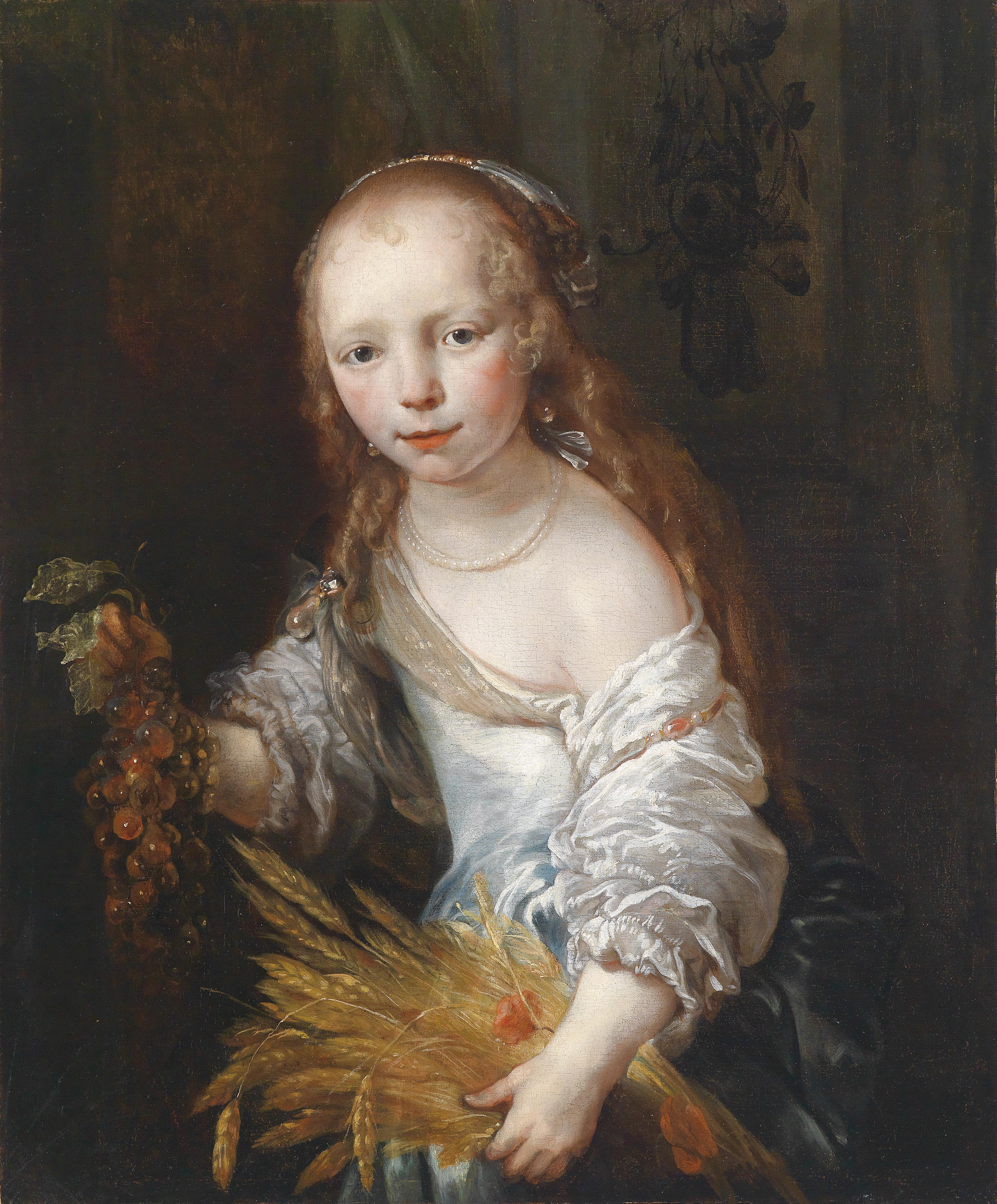
Retrato de una joven como Ceres, MNHA Luxemburgo

## Obra
Van Noordt probablemente contribuyó a la producción en el ajetreado taller de Backer a fines de la década de 1630, y los primeros signos de su mano se encuentran en figuras de fondo en el cuadro Cristo y la mujer samaritana de Backer de 1640, que está en Middelburg. Poco tiempo después, produjo un gran Triunfo de David, en el que la influencia de Backer es muy evidente.